# Josef Vojta
Pour les articles homonymes, voir Vojta.
Josef Vojta (né le 19 avril 1935 à Plzeň à l'époque en Tchécoslovaquie, aujourd'hui en République tchèque et mort le 6 mars 2023) est un joueur de football international tchécoslovaque (tchèque) qui évoluait au poste de milieu de terrain.

## Biographie

### Carrière en club
Avec le Sparta Prague, il remporte deux championnats de Tchécoslovaquie, une Coupe de Tchécoslovaquie et enfin une Coupe Mitropa. Il joue également 7 matchs en Coupe d'Europe des clubs champions.

### Carrière en sélection
Avec l'équipe de Tchécoslovaquie, il joue 7 matchs (pour aucun but inscrit) entre 1960 et 1966. 
Il joue son premier match en équipe nationale le 22 mai 1960 contre la Roumanie et son dernier le 18 mai 1966 face à l'Union soviétique.
Il figure dans le groupe des sélectionnés lors de l'Euro de 1960. Il participe également aux Jeux olympiques de 1964. Lors du tournoi olympique organisé à Tokyo, il joue six matchs, remportant la médaille d'argent.

## Palmarès
| Sparta Prague - Championnat de Tchécoslovaquie (2) : - Champion : 1964-65 et 1966-67. - Vice-champion : 1965-66. - Coupe de Tchécoslovaquie (1) : - Vainqueur : 1963-64. - Finaliste : 1966-67. - Coupe Mitropa (1) : - Vainqueur : 1964. |  | Tchécoslovaquie - Jeux olympiques : - Argent : 1964. |